# Головин, Анатолий Сергеевич
Анатолий Сергеевич Головин (укр. Анатолій Сергійович Головін; род. 1 февраля 1952, Макеевка, Донецкой области) — председатель Конституционного суда Украины в 2010—2013 годах.
Заместитель председателя КС Украины (2008—2010), судья КС Украины с августа 2006 года. В 2003—2004 годах был заместителем генерального прокурора Украины — начальником главного управления военных прокуратур. С 1979 года работал в следственных и оперативных подразделениях КГБ СССР и Службы безопасности Украины.
Генерал-лейтенант юстиции в запасе, заслуженный юрист Украины, почетный работник Прокуратуры и Службы безопасности Украины. Кандидат юридических наук.

## Биография
Родился 1 февраля 1952 года в городе Макеевке Донецкой области «в рабочей семье». В Донбассе он начал свою трудовую деятельность — работал электрослесарем донецкого завода «Донбасскабель», после чего проходил срочную службу в рядах Вооруженных сил СССР.
В 1976 году Головин окончил Свердловский юридический институт, после чего начал работать по специальности в Донецке: был стажёром следователя, затем следователем и старшим следователем прокуратуры Кировского района, а позднее и старшим следователем прокуратуры города.
В 1979 году Головин пришел на службу в органы государственной безопасности. До 1982 года он являлся старшим следователем, а затем находился на оперативной работе. В 1987—1992 годах — он начальник следственного отделения Донецкого областного управления КГБ. В 1992 году Головин стал сотрудником Службы безопасности Украины (СБУ).
В 1992—1999 годах он занимал должность начальника следственного отдела Донецкого облуправления СБУ, в 1999—2000 годах — заместителя начальника договорно-правового управления СБУ.
В 2000 году Головин был повышен до первого заместителя начальника следственного управления Службы, а в 2001 году стал начальником следственного управления СБУ (должность занимал до 2003 года).
В 2003—2004 годах Головин занимал пост заместителя генерального прокурора Украины — начальника главного управления военных прокуратур. На должность зама генпрокурора Головин был назначен «с оставлением на военной службе» (в СМИ можно найти упоминание, что на службе в органах государственной безопасности Головин оставался до 2005 года).

### В Конституционном суде Украины
В августе 2006 года полковник юстиции Головин, по квоте Верховной Рады, был назначен судьей Конституционного суда Украины (КСУ). Тогда же, после принесения присяги, Головин, ранее не имевший никакого опыта работы в органах судебной власти, вступил в должность судьи КСУ. По сведениям издания «Коммерсант Украина», Головин, назначенный в КСУ по инициативе фракции Партии регионов (лидер — Виктор Янукович) в сентябре того же года выступал одним из кандидатов на пост председателя Конституционного суда. Однако на эту должность был избран Иван Домбровский, который в прессе назывался креатурой президента Виктора Ющенко.
В сентябре 2008 года по предложению председателя КСУ Андрея Стрижака, занявшего пост в июле 2007 года, Головин был назначен на должность заместителя председателя КСУ.
В июле 2010 года по истечении трехлетнего срока действия полномочий Стрижака Головин на специальном пленарном заседании КСУ был избран главой Конституционного суда Украины. Его избрание некоторые аналитики расценили как подготовку команды Януковича, в начале того же года занявшего пост президента Украины, к возвращению своему патрону полномочий, которыми глава государства был наделён до конституционной реформы декабря 2004 года.
30 сентября 2010 года возглавляемый Головиным Конституционный суд Украины по представлению депутатов Верховной рады признал неконституционным закон № 2222-ІV «О внесении изменений в Конституцию Украины» от 8 декабря 2004 года в связи с нарушением процедуры его рассмотрения и принятия. Таким образом, были отменены результаты политреформы, согласно которым Украина в 2006 году перешла от президентско-парламентской к парламентско-президентской форме правления и осуществлен возврат к редакции Конституции 1996 года.
Головин — беспартийный, однако пресса его называла близким к «регионалам» и их лидеру Януковичу. Отмечалось также, что продвижение Головина по карьерной лестнице лоббировали его бывшие начальники экс-руководитель СБУ Владимир Радченко (возглавлял ведомство в 1995—1998 годах и в 2001—2003 годах) и бывший генпрокурор Геннадий Васильев (занимал пост в 2003—2004 годах), которые также близки президенту Януковичу.

## Звания
Головин — генерал-лейтенант юстиции запаса, заслуженный юрист Украины. Кандидат юридических наук. В ноябре 2010 года судья был награждён нагрудным знаком «Почётный работник прокуратуры Украины».